# 风水镇
风水镇，是中华人民共和国贵州省遵义市桐梓县下辖的一个乡镇级行政单位。
2016年4月22日，贵州省人民政府批复同意桐梓县部分乡镇行政区划调整，撤销风水乡，设置风水镇。

## 行政区划
风水镇下辖以下地区：
建新村、坪子村、核桃村、虎脑村、荣保村、江岩村、火石村、泡通村和木艾村。